# 平湖文庙

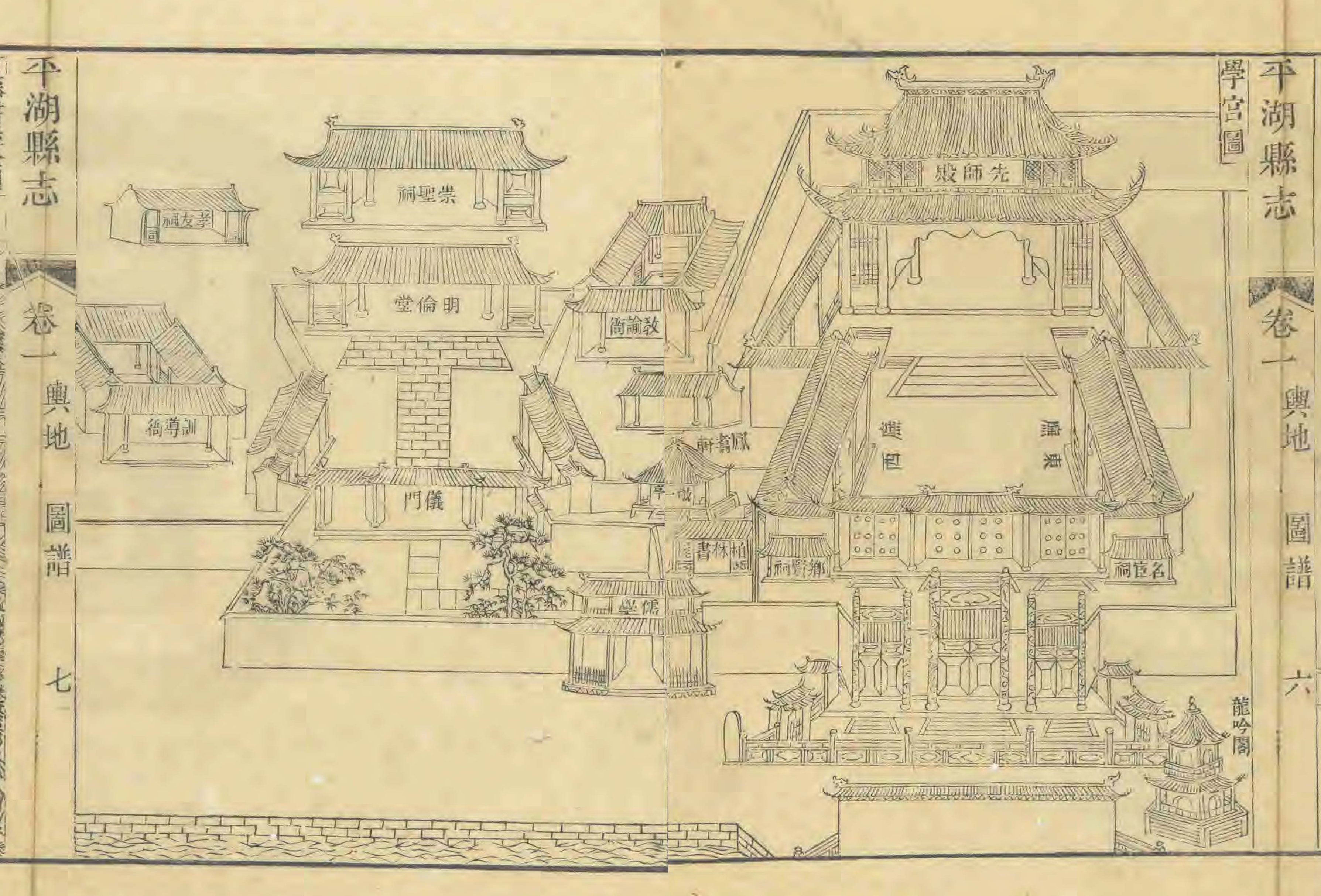
清乾隆四十五年（1780）《平湖县志》学宫图。

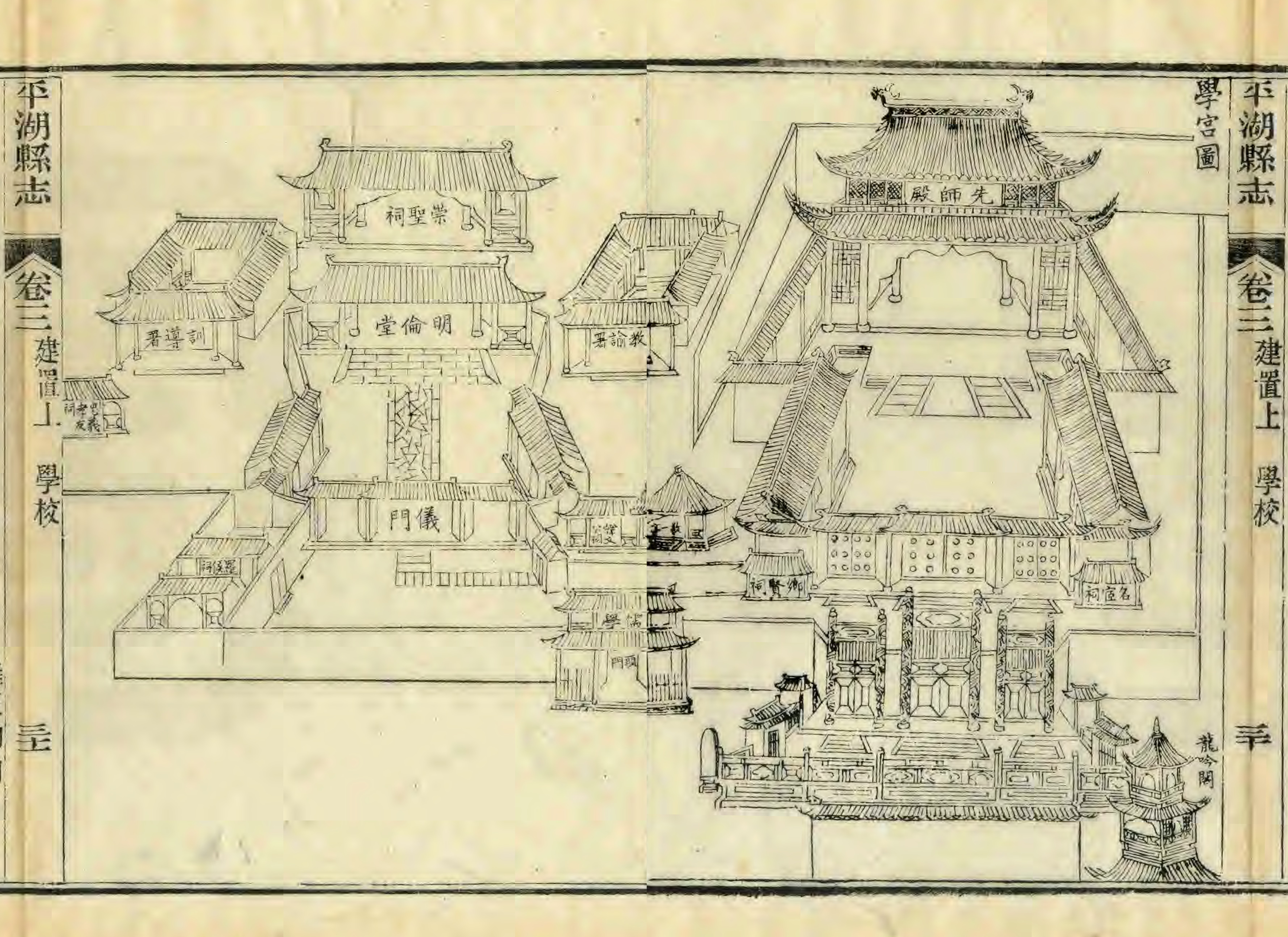
清光绪十二年（1886）《平湖县志》学宫图。

平湖文庙为旧时中国浙江嘉兴府平湖县县学文庙，原位于县城东门内大街北侧，即今中国浙江省嘉兴平湖市当湖街道解放东路北侧、环城东路西侧。原建筑已不存，其址今为空地。
平湖文庙始建于明宣德五年（1430，即平湖置县同年），其址在县署东二百五十步，成化十年（1474）基本建成，后世陆续重修。
据清乾隆四十五年（1780）和光绪十二年（1886）两版《平湖县志》记载及附图，清末桐乡文庙布局为左庙右学，周围围墙一百一十丈（约352米），东路孔庙依次为万仞宫墙、泮池泮桥（以上位于大街对面）、棂星门三间（前东西各建有石牌坊一座，东题瞻之，西题仰止）、戟门五间（前东为名宦祠，西为乡贤祠，各一间）和大成殿三间（前有东西庑各三间，东庑南有斋宿房、洗罇所各一间，西庑南有斋宿房、廪给房各一间），西路儒学依次为八字照墙、儒学门三间（与仪门不正对，位于偏东位置，其上为奎星楼）、仪门三间、明伦堂三间（前东为经义斋，西为治事斋，各三间，两斋南北为号舍，各两间）和崇圣祠三间，明伦堂东西分别为教谕署和训导署，另在庙外东南建有三层的龙吟阁。